# الصفيحة (سوهاج)
قرية الصفيحة هي إحدى القرى التابعة لمركز طهطا بمحافظة سوهاج في جمهورية مصر العربية. حسب إحصاءات سنة 2006، بلغ إجمالي السكان في الصفيحة 13447 نسمة، منهم 7225 رجل و6222 امرأة.